# Kevin Johnson
Pour les articles homonymes, voir Johnson.
Kevin Johnson, surnommé « KJ », né le 4 mars 1966 à Sacramento, est un joueur de basket-ball et homme politique américain. Membre du Parti démocrate, il est maire de Sacramento de 2008 à 2016.

## Biographie
Au départ destiné à jouer au baseball, Kevin Johnson est drafté par l'équipe de MLB des Athletics d'Oakland en 1986 avant de se raviser pour se consacrer au basket. Il arrive en NBA en 1987 sous le maillot des Cavaliers de Cleveland avant de passer près de douze saisons aux Suns de Phoenix qu’il mènera notamment aux finales NBA 1993. Après une première retraite sportive, il retrouve les parquets durant quelques matches pour assurer l’intérim à la mène des Suns durant la blessure de Jason Kidd. Il détient le record NBA du nombre de minutes jouées en un match de playoffs avec 62 (sur un maximum possible de 63), réalisé en 1993 contre les Bulls de Chicago. KJ est également reconnu et apprécié pour ses nombreuses activités caritatives. Son numéro de maillot, le 7, est retiré par l’équipe de l’Arizona.
À l'université de Californie à Berkeley, Johnson a été nommé deux fois à la Pac-10 de All-Conference first team et a reçu une honorable-mention à l'All-America par l'Associated Press. Ces performances font qu'en 2003 il est intronisé dans la Pacific-12 Conference Men's Basketball Hall of Honor et en 2012 au National High School Hall of Fame Johnson est un diplômé 2000 de la Harvard Divinity School en Leadership Institute Summer School, un programme qui prépare les étudiants à travailler dans la foi basée sur la revitalisation économique urbaine. Il a aussi un diplôme en sciences politiques de Berkeley qu'il achève après sa première retraite de la NBA. Depuis la fondation de St. HOPE en 1989, Johnson est extrêmement actif dans la réforme de l'éducation. Durant son premier mandat en tant que maire, Johnson a lancé deux initiatives d'éducation, Levez-vous (Stand Up) et Sacramento LIT! (Sacramento READS!), au profit des élèves à Sacramento.
En 2008, il se présente, pour le Parti démocrate, aux élections municipales de Sacramento et il est élu au second tour en battant la mairesse sortante Heather Fargo. Il devient le premier Afro-Américain maire de Sacramento (le même jour que Barack Obama le premier président des États-Unis Afro-Américain). En 2012 il est réélu au premier tour.
En 2013, il fait partie des nommés pour être intronisé au Basketball Hall of Fame, mais n'est pas élu. Il est à nouveau candidat pour 2014.
Kevin Johnson, fils de Georgia Peat, seulement âgée de 17 ans à sa naissance, et de Lawrence Johnson, est né le 4 mars 1966 à Sacramento, Californie. Il vit à Oak Park, un quartier de Sacramento surnommé « le quartier du diable ». Après le décès de son père, dont le corps a été retrouvé flottant sur la rivière Sacramento à la suite d'un accident de bateau quand il avait trois ans, Johnson est élevé par ses grands-parents George et Georgia Peat. George est tôlier et Georgia, également connue sous le nom Pat, est serveuse dans une taverne locale. Ils forment un couple de gens qui travaillent fort et qui inculquent l'éthique du travail à leur fille et leur petit-fils. Une analyse de Basketusa révèle : « George épouse Georgia en sachant qu’elle allait enfanter un enfant métis, la mère de Kevin… Ils ne se doutaient pas que cet acte d’amour singulier, extrêmement courageux en 1950, serait à l’origine de la naissance d’un authentique bon samaritain ». Plus tard Kevin Johnson dira en parlant de son père « Les gens m’ont parlé de lui, m’ont raconté comment il était, ce qu’il faisait. Mais je ne veux pas en savoir plus. Il ne faisait pas partie de ma vie. », et il rajoute : « On habitait dans un quartier difficile mais heureusement, ma famille était là. J’ai grandi en apprenant ce que signifiait le respect et la dignité. Ça paraît simple aujourd’hui mais quand je regarde en arrière, je me demande comment j’ai réussi à m’en sortir, surtout par rapport à d’autres beaucoup plus talentueux que moi. L’élément primordial, ce fut mon noyau familial. Mon grand-père m’a appris à avoir un regard toujours positif sur les gens, quels que soient leur couleur et leur niveau social. Il m’a appris à ne pas faire de différences. ». Georgia meurt le 13 décembre 1987, deux jours après le match que gagne Kevin avec les Cavaliers de Cleveland à Sacramento contre les Kings.
Il entre ensuite à la Sacramento Charter High School, où il joue à la fois au baseball et au basket-ball. Dans sa dernière année de collège, Johnson est leader pour l'État de Californie avec 32,5 points par match et est nommé joueur de l'année pour la Californie du Nord.

## Carrière de basketteur

### Université de Berkeley

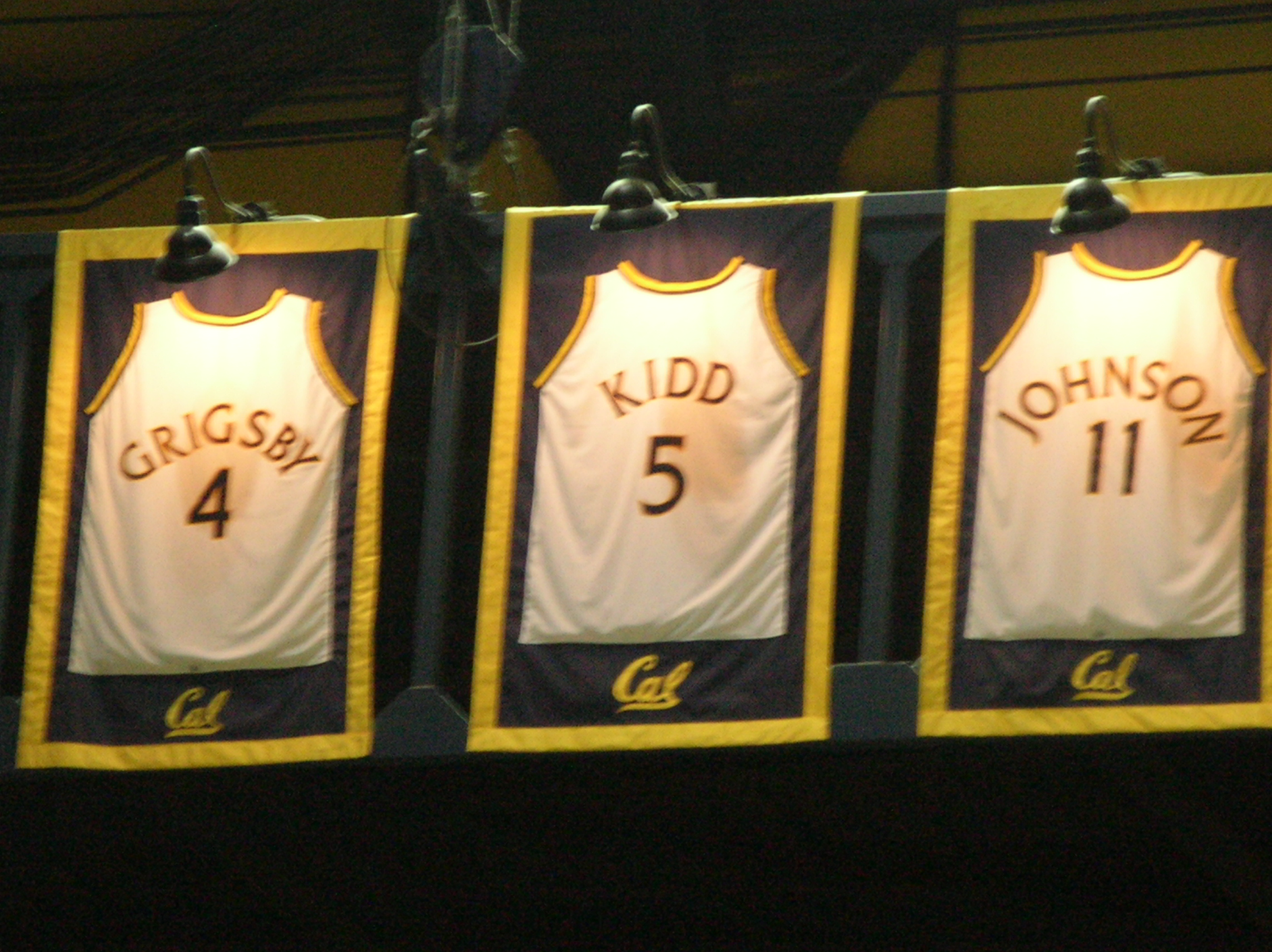
Son maillot et ceux de Jason Kidd et d' Alfred Grigsby retirés par les Golden Bears.

Johnson accepte une bourse pour jouer au basket-ball pour l'université de Californie à Berkeley. Après quatre ans, il termine sa carrière universitaire en 1987 en étant le meilleur joueur de tous les temps dans les catégories statistiques des passes, des interceptions et à la notation de l'école (performance depuis dépassée par Lamond Murray et Jerome Randle). Johnson est nommé à la Pac-10 de All-Conference first team lors de ses saisons junior et senior, avec une moyenne de 17,2 points et 5 passes pendant sa dernière année. Il joue avec les Golden Bears de la Californie et est le premier joueur de la Conférence Pac-10 à réussir un triple-double, contre Arizona avec vingt-deux points, dix rebonds et douze passes. En 1992, son maillot (le no 11) est retiré. En quatre saisons en Californie, il est devenu le meilleur marqueur de l’histoire de l’université (1 655 points, battu depuis par Lamond Murray), meilleur passeur (521) et intercepteur (155) pour 118 matchs joués.
Johnson joue pour l'équipe de baseball des Golden Bears de la Californie et les Athletics d'Oakland le sélectionnent au vingt-troisième tour de la draft de la Ligue majeure de baseball de 1986. Après avoir joué deux matchs en ligue mineure d'Oakland à Modesto (les Modesto A's, en Californie) au cours de l'été 1986, Johnson termine sa carrière de baseball en trouvant que le chemin vers le baseball professionnel est plus ardu et risqué que vers le basket-ball.

### Cavaliers de Cleveland
Kevin Johnson finit son cursus à Berkeley avec un réel statut de star qui lui vaudra d’être choisi par Cleveland au 7e rang de la draft 1987. À son arrivée aux Cavaliers, Johnson goûte à la concurrence du meneur All-Star Mark Price et ne joue que très peu (vingt minutes par matchs pour 52 matchs disputés dont trois comme titulaire). La faiblesse du jeu intérieur de la franchise de Cleveland (plus mauvaise équipe de la ligue aux rebonds) incite les dirigeants à monter une opération d’échange. Le 28 février 1988 les Cavaliers font une tractation avec les Suns de Phoenix : ils laissent partir Kevin Johnson accompagné de Tyrone Corbin, Mark West, un choix de premier tour (Dan Majerle) et de second tour de la draft 1988 (Dean Garrett) et un choix de second tour de la draft 1989 (Greg Grant) pour acquérir les joueurs de Phoenix Larry Nance, Mike Sanders et un choix de premier tour de la draft 1988 (Randolph Keys). Lors de cette saison il inscrit 380 points (13,1 par match), prend 72 rebonds (2,1 par match) et surtout distille 193 passes décisives (6,7 par match ce qui constitue la meilleure moyenne des Cavaliers).

### Suns de Phoenix

#### Trois premières saisons
Lors de la fin de la saison 1987-1988 les Suns lui donnent beaucoup plus de temps avec 31,2 minutes par match et il débute vingt-deux des vingt-cinq matchs qu'il dispute et ses statistiques montent à 12,6 points et 8,7 passes. Il signe également trois triple-doubles, soit la troisième performance de la ligue et est désigné Rookie of the Month (joueur débutant du mois) en avril 1988.
Les belles prestations de sa saison rookie se confirment en 1988-1989. KJ devient le 5e joueur de l’histoire de la NBA à tourner à plus de vingt points et dix passes par match derrière des noms aussi prestigieux que Magic Johnson, Isiah Thomas, Oscar Robertson et Nate Archibald. Ses 20,4 points et 12,2 passes de moyenne lui valent d’être élu Most Improved Player (joueur ayant le plus progressé) et une sélection dans le All-NBA Second Team (la seconde équipe type de la ligue) en compagnie de Tom Chambers, Chris Mullin, Patrick Ewing et John Stockton, sachant que dans la première équipe les postes équivalents à Johnson sont occupés par son homonyme Magic Johnson et par Michael Jordan aux côtés de Charles Barkley, Karl Malone et Hakeem Olajuwon. Il est à noter que sur les dix joueurs composant les deux équipes cette année-là, il est le seul à ne pas faire partie du Basketball Hall of Fame. En février 1989, il est nommé Player of the Month (joueur du mois). Le 26 février 1989 lors de la défaite des Suns chez les Lakers de Los Angeles (122 à 134), il établit un record de la franchise en délivrant 21 passes décisives dans ce match,. Lors de cette saison il réalise 62 double-doubles et deux triple-doubles. Les Suns font une excellente saison avec un bilan de 55 victoires et 27 défaites, terminant deuxièmes de la division Pacifique à deux longueurs des Lakers de Los Angeles. En playoffs, après avoir battu les Nuggets de Denver 3 à 0 au premier tour puis les Warriors de Golden State 4 à 1 en demi-finale de conférence, ils échouent en finale de conférence en étant battus sèchement par les Lakers de Los Angeles 4 à 0. Lors de ces playoffs, il débute les douze matchs en réalisant une moyenne de 23,8 points et 12,3 passes décisives pour 41,2 minutes jouées par match,.
En 1989-90, KJ obtient la première de ses trois sélections au NBA All-Star Game dans la sélection ouest dirigée par Pat Riley et se voit de nouveau honoré par une place dans la 2e équipe type de la ligue. Il réalise une nouvelle saison pleine avec 22,5 points, 11,4 passes. Les Suns, avec un bilan sensiblement égal au précédent avec 54 victoires pour 28 défaites, se qualifient pour les playoffs 1990 et après avoir battu successivement le Jazz de l'Utah trois à deux et pris leur revanche sur les Lakers de Los Angeles quatre à un, sont encore éliminés en finale de Conférence par les Trail Blazers de Portland quatre à deux. Cette saison le voit figurer dans le top 15 de la ligue pour plusieurs statistiques : 3e pour les passes décisives par match avec 11,4, 4e avec 846 passes décisives, 10e aux lancers francs inscrits (501) et tentés (598), 12e au temps de jeu par match avec 37,6 minutes et 15e pour les points par match avec 22,5.

#### Ses meilleures saisons

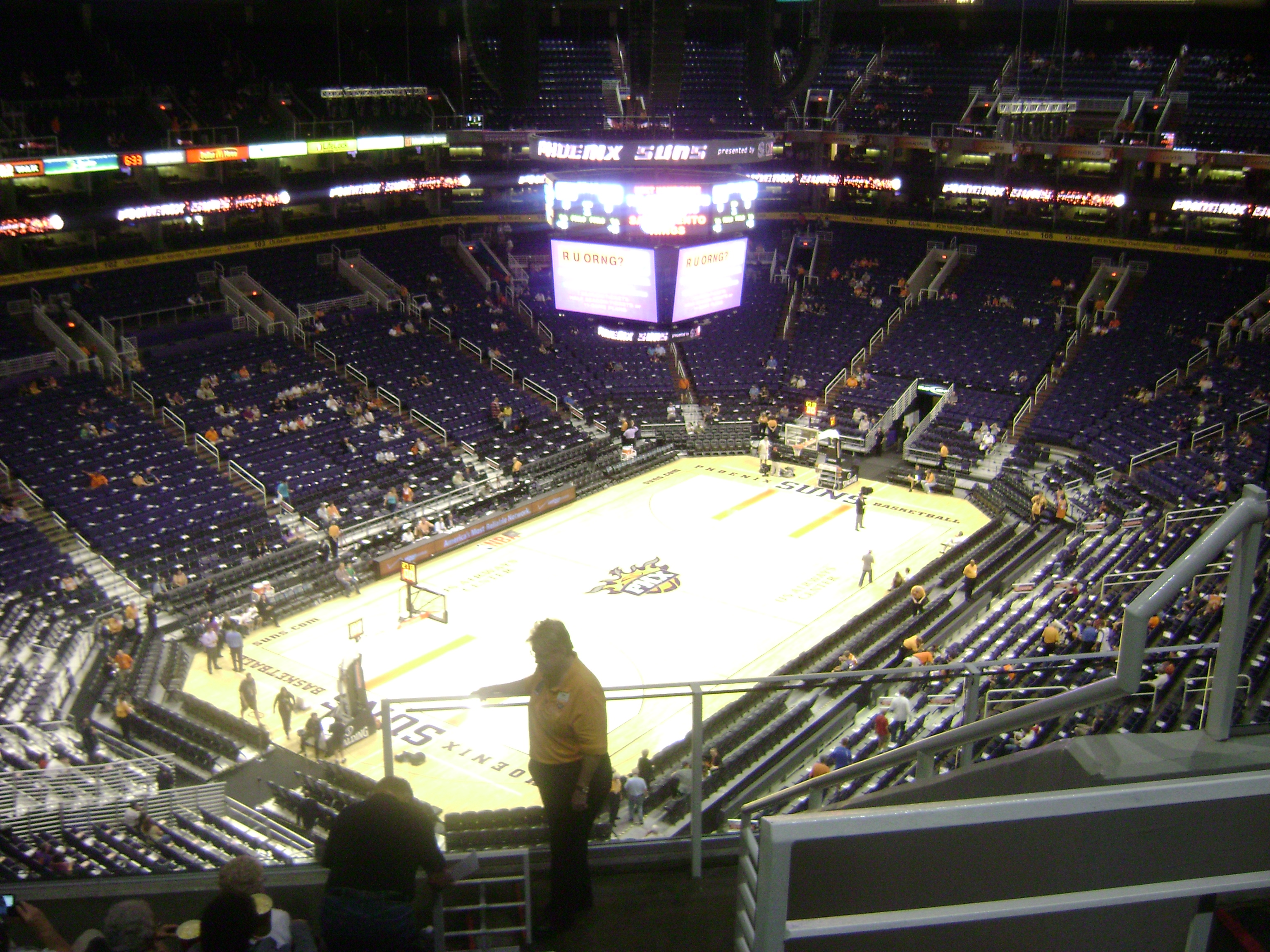
L'US Airways Center, salle où jouent les Suns de Phoenix et qui voit Kevin Johnson battre de nombreux records.

Sa troisième saison complète avec les Suns est probablement sa plus accomplie en saison régulière. Son salaire est triplé avec 1 750 000 dollars (contre 532 000 dollars) et il devient le deuxième joueur le mieux payé de la franchise derrière Tom Chambers (2 060 000 dollars). Le 30 novembre 1991, il établit un record de la franchise en inscrivant à 44 points en un match lors de la victoire des Suns face au Jazz de l'Utah 134 à 125. Il est le numéro un de la franchise aux points (22,2), passes (10,1) et interceptions (2,1) et se place dans le top 15 de la ligue dans chacune de ces catégories en terminant 4e pour les passes décisives (781), aux passes par match (10,1) et aux lancers francs réussis (519), 6e aux lancers francs tentés (616), 7e pour les balles perdues (269), 9e pour la moyenne d'interceptions (2,1), 10e pour les interceptions (163), 13e pour la moyenne des points par match (22,2) et 15e pour les points (1 710). Il est sélectionné aux côtés de Magic Johnson pour le NBA All-Star Game 1990 et est à nouveau nommé dans le All-NBA Second Team. Pour la troisième année consécutive, les Suns ont un bon bilan de 55 victoires pour 27 défaites et se qualifient pour les playoffs 1991 mais une blessure empêche KJ de les jouer à 100 % (il n'inscrit que 12,8 points et 9,8 passes décisives en 36,5 minutes de jeu par rencontre), ce qui entraîne l’élimination au premier tour de l’équipe par le Jazz de l'Utah trois à un, le secteur offensif des Suns tournant au ralenti (95,8 points de moyenne contre 114 en saison régulière).
Avec 19,7 points et 10,7 passes en 1991-92, Kevin Johnson rate de peu une quatrième saison consécutive à plus de vingt points et dix passes. Sous l’impulsion de Jeff Hornacek et Tom Chambers, les Suns finissent avec un bilan satisfaisant mais en baisse de 53 victoires pour 29 défaites. En playoffs 1992, après une nette victoire sur les Spurs de San Antonio trois à zéro, ils s'inclinent en demi-finale de Conférence face aux Trail Blazers de Portland 4 à 1. Lors de ces playoffs il est à nouveau le meilleur joueur de son équipe avec 23,6 points et 11,6 passes pour 42 minutes jouées par match. Il est nommé dans le All-NBA Third Team (la troisième équipe type de la ligue).

#### Les blessures

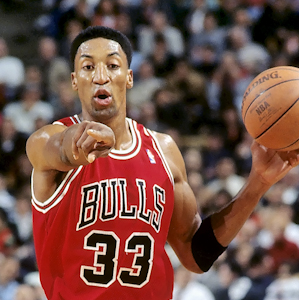
Pippen sous le maillot des Bulls son adversaire des finales 1993.

1992-93 est une saison particulière pour KJ. Alors qu’il manque 31 rencontres sur blessure et qu’il se contente de 16,1 points et 7,8 passes par match, les Suns réalisent une saison fabuleuse. L’arrivée de Charles Barkley (qui est nommé NBA Most Valuable Player de la saison) propulse Phoenix sur le toit de la NBA avec un bilan de 62 victoires pour seulement vingt défaites et un titre de champion de la division Pacifique. Le duo magique des Suns fait merveille en playoffs avec des victoires sur les Lakers de Los Angeles trois à deux, puis sur les Spurs de San Antonio quatre à deux et en finale de conférence sur les SuperSonics de Seattle quatre à trois, ce qui les propulse en Finale NBA. Les Suns ne peuvent empêcher la victoire des Bulls de Chicago de Michael Jordan et Scottie Pippen en six manches. KJ signe néanmoins un record NBA avec 62 minutes jouées lors du troisième match de la série finale conclu après trois prolongations, que les Suns gagnent 129 à 121 et qui fait dire à leur entraineur Paul Westphal, au lendemain de ce match : « J’ai toujours dit que le sort de cette finale dépendrait de Kevin ».
Avant le début de la saison 1993-1994, il participe en octobre à l'Open McDonald's à Munich où sont réunies six équipes : l'américaine des Suns de Phoenix, l'allemande du Bayer Leverkusen, la brésilienne des All Star Franca, l'espagnole du Real Madrid, la française du Limoges CSP et l'italienne du Buckler Bologne. Les Suns battent le Real Madrid 145 à 115 en demi-finale puis s'imposent en finale devant le Buckler Bologne 112 à 90 pour remporter le trophée. Charles Barkley est nommé MVP.
Les blessures ne l’épargnent pas en 1993-1994. KJ ne dispute que 67 rencontres mais réalise une grande saison. Ses vingt points et 9,5 passes de moyenne lui valent une troisième sélection au All-Star Game et une nouvelle nomination dans le All-NBA Second Team. Il devient le 16e joueur de l’histoire à intercepter dix ballons le 9 décembre 1993 lors de la victoire des Suns face aux Bullets de Washington 114 à 95, il réalise ce même jour un triple-double avec en plus 17 points et 13 passes décisives. Il porte également le record de la franchise à vingt-cinq passes en une rencontre le 6 avril 1994 à l'occasion de la victoire des Suns face aux Spurs de San Antonio 107 à 95. Les Suns terminent la saison régulière avec un bilan de 56 victoires pour 26 défaites. Après une victoire facile au premier tour des playoffs 1994 face aux Warriors de Golden State 3 à 0, ils ne rééditent pas l’exploit de l’année précédente et s’inclinent en sept manches face aux futurs champions, les Rockets de Houston en demi-finales de Conférence, mais le 15 mai 1994 lors du quatrième match Kevin Johnson réalise un dunk d'anthologie sur Hakeem Olajuwon, sans empêcher son équipe de perdre 107 à 96 malgré ses 28 points et douze passes décisives.
Il prend part aux deux saisons suivantes en pointillés. À cause de nouvelles blessures, il ne dispute en 1994-1995 que 47 matchs et 56 matchs en 1995-1996. Malgré tout, le 31 mars 1995, Kevin Johnson devient le 23e joueur de l’histoire de la NBA à franchir la barre des 11 000 points et 5 000 passes en carrière.

#### Dernières saisons
En décembre 1996, les Suns accueillent Jason Kidd en provenance des Mavericks de Dallas. KJ réalise néanmoins une saison formidable au poste de second arrière avec 20,1 points et 9,3 passes par match tandis que son association avec Kidd (neuf passes) fait merveille. Au mois d'avril il est nommé Player of the Month (joueur du mois) pour la seconde fois. Les Suns terminent la saison avec un bilan légèrement négatif de 40 victoires pour 42 défaites, mais ils se qualifient quand même pour les playoffs. Ils sont éliminés dès le premier tour par les SuperSonics de Seattle 3 à 2.
Il signe un nouveau contrat de 7 000 000 dollars avec la franchise pour la saison 1997-98, annoncée comme étant sa dernière. Il voit son temps de jeu diminuer largement mais entre une nouvelle fois dans l’histoire de la NBA en prenant place au 10e rang des passeurs les plus prolifiques. Les Suns terminent la saison avec un bilan de 56 victoires pour 26 défaites. Ils sont éliminés au premier tour des playoffs par les Spurs de San Antonio 3 à 1. Le 29 avril 1998 Kevin Johnson dispute son dernier match à San Antonio et annonce sa retraite sportive.

#### Retour pour une pige
En mars 2000, soit près de deux ans après l’annonce de sa retraite sportive, KJ réapparaît sous le maillot des Suns. Il décide de prêter main-forte à son équipe de toujours pour pallier l’absence de Kidd blessé. Il effectue une pige de quinze matches entre la fin de saison et les playoffs tandis que les Suns remportent leur première série depuis cinq ans avant de tomber face aux Lakers en demi-finale de Conférence.

#### Sélection dans l'équipe des États-Unis
Kevin Johnson est sélectionné pour le championnat du monde 1994 qui a lieu du 4 au 14 août 1994 à Toronto au Canada. La fédération de basket-ball américaine (USA Basketball) a décidé de mettre en valeur des joueurs stars qui n'étaient pas présents lors des Jeux olympiques de 1992. L'équipe se compose principalement de jeunes joueurs de la NBA. Elle n'a pas l'attrait universel de l'équipe précédente, mais prolonge néanmoins sa domination. Entraînée par Don Nelson des Warriors de Golden State, l'équipe remporte la médaille d'or de ce mondial en battant successivement l'Espagne (115-100), la Chine (132-77) et le Brésil (105-82) au premier tour, puis l'Australie (103-74), Porto Rico (134-83) et la Russie (111-94). Elle bat la Grèce (97-58) en demi-finale avant de disposer à nouveau de la Russie en finale 137 à 91. L'équipe a été nommée la « Dream Team II »,. Kevin Johnson a joué les huit matchs avec une moyenne de 20,5 minutes par match pour cinq points, 1,8 rebond et 3,9 passes décisives.

### Récompenses
Au cours de sa carrière au sein de Suns de Phoenix, Kevin Johnson est souvent honoré. Avec la franchise, il participe à une finale NBA perdue face aux Bulls de Chicago en 1993, il obtient un titre de champion de la Conférence Ouest la même année et deux titres de champion de la Division Pacifique en 1993 et 1995. De plus il remporte l'Open McDonald's 1993. À titre personnel, il participe à trois NBA All-Star Game en 1990, 1991 et 1994. Il est nommé trois fois All-NBA Second Team (seconde équipe type de la ligue) en 1989, 1990, 1991 et 1994 et une fois All-NBA Third Team (troisième équipe type de la ligue) en 1992. Il est également recompensé par la nomination Rookie du mois de la NBA en avril 1988 et joueur du mois de la NBA lors des mois de février 1989 et d'avril 1997. De plus avec l'équipe nationale, il obtient la médaille d’or au championnat du monde 1994.
Son maillot, le no 7 a été retiré par les Suns de Phoenix en 2001.
Le 8 janvier 2013, le Naismith Memorial Basketball Hall of Fame annonce la liste des nommés pour être intronisé au Basketball Hall of Fame classe 2013. Mais à la surprise générale, il fait encore partie des oubliés (il a par exemple une carrière plus remplie que Tim Hardaway nommé), il ne fait pas partie de la liste des dix personnalités (six joueurs et quatre entraîneurs) qui seront intronisés le 8 septembre 2013,. Il est à nouveau inscrit pour 2014, avec 178 autres joueurs remplissant les conditions,.

### Style de jeu
Kevin Johnson est l’un des premiers meneurs scoreurs ultra-athlétiques, capable d’attaquer le cercle et possédant une détente exceptionnelle pour sa taille, une grosse agressivité vers le cercle et un sens inné de la passe.
En 2010, le magazine Dime le considère comme le 10e meilleur meneur-dunkeur de tous les temps à égalité avec Deron Williams ; ce classement étant remporté par Nate Robinson. D'autres en font de même. Ce n'est pas le style de jeu, reconnu, mais le manque de titres NBA et les blessures à répétition qui l’empêchent, comme Mark Price, d'avoir la même aura que des joueurs comme Magic Johnson, Oscar Robertson, John Stockton, Isiah Thomas ou Bob Cousy.

### Statistiques

#### Universitaires
Le tableau suivant présente les statistiques individuelles de Kevin Johnson pendant sa carrière universitaire,.
| S         | U                        | J   | MJPM | PTS   | PPM  | PR  | PT    | %PR    | 3P | 3PT | %3P   | LfR | LfT | %Lf    | TR  | RPM | PD  | I | C | TOV | FP |
| --------- | ------------------------ | --- | ---- | ----- | ---- | --- | ----- | ------ | -- | --- | ----- | --- | --- | ------ | --- | --- | --- | - | - | --- | -- |
| 1983-1984 | Université de Californie | 28  | 27,6 | 271   | 9,7  | 98  | 192   | 51,0 % | -  | -   | -     | 75  | 104 | 72,1 % | 83  | 3,0 | 2,3 | - | - | -   | -  |
| 1984-1985 | Université de Californie | 27  | 33,4 | 348   | 12,9 | 127 | 282   | 45,0 % | -  | -   | -     | 94  | 142 | 66,2 % | 104 | 3,9 | 4,1 | - | - | -   | -  |
| 1985-1986 | Université de Californie | 29  | 35,3 | 451   | 15,6 | 164 | 335   | 49,0 % | -  | -   | -     | 123 | 151 | 81,5 % | 104 | 3,6 | 6,0 | - | - | -   | -  |
| 1986-1987 | Université de Californie | 34  | 32,8 | 585   | 17,2 | 212 | 450   | 47,1 % | 48 | 124 | 38,7  | 113 | 138 | 81,9 % | 132 | 3,9 | 5,0 | - | - | -   | -  |
| Total     | Total                    | 118 | 32,3 | 1 655 | 14,0 | 601 | 1 259 | 47,7 % | 48 | 124 | 38,7% | 405 | 535 | 75,7 % | 423 | 3,6 | 4,4 | - | - | -   | -  |

#### Professionnelles en saison régulière
Le tableau suivant présente les statistiques individuelles de Kevin Johnson pendant sa carrière professionnelle en saison régulière.
| Saison    | Club                   | Matchs | Matchs | Min. | Points | Points | 2 pts | 2 pts | 2 pts  | 3 pts | 3 pts | 3 pts  | LF    | LF    | LF     | Rebonds | Rebonds | Pd   | Int | C   | Bp    | FP    |
| Saison    | Club                   | MJ     | Tit    | Min. | Pts    | PPM    | R     | T     | %      | R     | T     | %      | R     | T     | %      | Rt      | R       | Pd   | Int | C   | Bp    | FP    |
| --------- | ---------------------- | ------ | ------ | ---- | ------ | ------ | ----- | ----- | ------ | ----- | ----- | ------ | ----- | ----- | ------ | ------- | ------- | ---- | --- | --- | ----- | ----- |
| 1987-1988 | Cavaliers de Cleveland | 52     | 3      | 20,1 | 380    | 7,3    | 143   | 311   | 46,0 % | 2     | 9     | 22,2 % | 92    | 112   | 82,1 % | 72      | 1,4     | 3,7  | 1,2 | 0,3 | 82    | 96    |
| 1987-1988 | Suns de Phoenix        | 28     | 25     | 31,2 | 352    | 12,6   | 132   | 285   | 46,3 % | 3     | 15    | 20,0 % | 85    | 99    | 85,9 % | 119     | 4,3     | 8,7  | 1,5 | 0,3 | 64    | 59    |
| 1988-1989 | Suns de Phoenix        | 81     | 81     | 39,2 | 1 650  | 20,4   | 570   | 1 128 | 50,5 % | 2     | 22    | 9,1 %  | 508   | 576   | 88,2 % | 340     | 4,2     | 12,2 | 1,7 | 0,3 | 322   | 226   |
| 1989-1990 | Suns de Phoenix        | 74     | 74     | 37,6 | 1 665  | 22,5   | 578   | 1 159 | 49,9 % | 8     | 41    | 19,5 % | 501   | 598   | 83,8 % | 270     | 3,6     | 11,4 | 1,3 | 0,2 | 263   | 143   |
| 1990-1991 | Suns de Phoenix        | 74     | 74     | 36,0 | 1 710  | 22,2   | 591   | 1 145 | 51,6 % | 9     | 44    | 20,5 % | 519   | 616   | 84,3 % | 271     | 3,5     | 10,1 | 2,1 | 0,1 | 269   | 174   |
| 1991-1992 | Suns de Phoenix        | 78     | 78     | 37,2 | 1 536  | 19,7   | 539   | 1 125 | 47,9 % | 10    | 46    | 21,7 % | 448   | 555   | 80,7 % | 292     | 3,7     | 10,7 | 1,5 | 0,3 | 272   | 180   |
| 1992-1993 | Suns de Phoenix        | 49     | 47     | 33,5 | 791    | 16,1   | 282   | 565   | 49,9 % | 1     | 8     | 12,5 % | 226   | 276   | 81,9 % | 104     | 2,1     | 7,8  | 1,7 | 0,4 | 151   | 100   |
| 1993-1994 | Suns de Phoenix        | 67     | 67     | 36,6 | 1 340  | 20,0   | 477   | 980   | 48,7 % | 6     | 27    | 22,2 % | 380   | 464   | 81,9 % | 167     | 2,5     | 9,5  | 1,9 | 0,1 | 235   | 127   |
| 1994-1995 | Suns de Phoenix        | 46     | 35     | 28,8 | 730    | 15,5   | 246   | 523   | 40,7 % | 4     | 26    | 15,4 % | 234   | 289   | 81,0 % | 115     | 2,4     | 7,7  | 1,0 | 0,4 | 105   | 88    |
| 1995-1996 | Suns de Phoenix        | 56     | 55     | 35,8 | 1 047  | 18,7   | 342   | 674   | 50,7 % | 21    | 57    | 36,8 % | 342   | 398   | 85,9 % | 221     | 3,5     | 9,5  | 1,5 | 0,2 | 170   | 144   |
| 1996-1997 | Suns de Phoenix        | 70     | 70     | 30,8 | 1 410  | 20,1   | 441   | 890   | 49,6 % | 89    | 202   | 44,1 % | 439   | 515   | 85,2 % | 253     | 3,6     | 9,3  | 1,5 | 0,2 | 217   | 141   |
| 1997-1998 | Suns de Phoenix        | 50     | 12     | 25,8 | 476    | 9,5    | 155   | 347   | 44,7 % | 4     | 26    | 15,4 % | 162   | 186   | 87,1 % | 164     | 3,3     | 4,9  | 0,5 | 0,2 | 101   | 57    |
| 2000      | Suns de Phoenix        | 6      | 0      | 18,8 | 40     | 6,7    | 16    | 28    | 57,1 % | 1     | 1     | 100 %  | 7     | 7     | 100 %  | 16      | 2,7     | 4,0  | 0,3 | 0,0 | 7     | 6     |
|           | Total                  | 725    | 623    | 34,1 | 13 127 | 17,9   | 4 512 | 9 160 | 49,3 % | 160   | 504   | 30,5 % | 3 943 | 4 691 | 84,1 % | 4 249   | 3,3     | 9,1  | 1,5 | 0,2 | 2 258 | 1 541 |

#### Professionnelles en playoffs
Le tableau suivant présente les statistiques individuelles de Kevin Johnson pendant sa carrière professionnelle en playoffs.
| Saison | Club            | Matchs | Matchs | Min. | Points | Points | 2 pts | 2 pts  | 2 pts  | 3 pts | 3 pts | 3 pts  | LF  | LF  | LF     | Rebonds | Rebonds | Pd   | Int | C   | Bp  | FP  |
| Saison | Club            | MJ     | Tit    | Min. | Pts    | PPM    | R     | T      | %      | R     | T     | %      | R   | T   | %      | Rt      | R       | Pd   | Int | C   | Bp  | FP  |
| ------ | --------------- | ------ | ------ | ---- | ------ | ------ | ----- | ------ | ------ | ----- | ----- | ------ | --- | --- | ------ | ------- | ------- | ---- | --- | --- | --- | --- |
| 1989   | Suns de Phoenix | 12     | 12     | 41,2 | 285    | 23,8   | 90    | 182    | 49,5 % | 3     | 10    | 30,0 % | 102 | 110 | 92,7 % | 51      | 4,3     | 12,3 | 1,6 | 0,4 | 55  | 28  |
| 1990   | Suns de Phoenix | 16     | 16     | 36,4 | 340    | 21,3   | 123   | 257    | 47,9 % | 2     | 11    | 18,2 % | 92  | 112 | 82,1 % | 53      | 3,3     | 10,6 | 1,6 | 0,0 | 62  | 28  |
| 1991   | Suns de Phoenix | 4      | 4      | 36,5 | 51     | 12,8   | 16    | 53     | 30,2 % | 1     | 7     | 14,3 % | 18  | 30  | 60,0 % | 13      | 3,3     | 9,6  | 0,5 | 0,3 | 12  | 9   |
| 1992   | Suns de Phoenix | 8      | 8      | 41,9 | 189    | 23,6   | 62    | 128    | 48,4 % | 3     | 6     | 50,0 % | 62  | 72  | 86,1 % | 33      | 4,1     | 11,6 | 1,5 | 0,3 | 25  | 24  |
| 1993   | Suns de Phoenix | 23     | 23     | 39,7 | 410    | 17,8   | 143   | 298    | 48,0 % | 0     | 3     | 0,0 %  | 124 | 156 | 79,5 % | 62      | 2,7     | 7,9  | 1,5 | 0,6 | 84  | 57  |
| 1994   | Suns de Phoenix | 10     | 10     | 42,7 | 266    | 26,6   | 97    | 212    | 45,8 % | 3     | 10    | 30,0 % | 69  | 81  | 85,2 % | 35      | 3,5     | 9,6  | 1,0 | 0,1 | 34  | 23  |
| 1995   | Suns de Phoenix | 10     | 10     | 37,1 | 248    | 24,8   | 86    | 150    | 57,3 % | 5     | 10    | 50,0 % | 71  | 84  | 84,5 % | 41      | 4,1     | 9,3  | 0,9 | 0,4 | 34  | 25  |
| 1996   | Suns de Phoenix | 4      | 4      | 37,8 | 69     | 17,3   | 27    | 57     | 47,4 % | 1     | 4     | 25,0 % | 14  | 17  | 82,4 % | 17      | 4,3     | 10,8 | 0,5 | 0,5 | 11  | 8   |
| 1997   | Suns de Phoenix | 5      | 5      | 41,6 | 84     | 16,8   | 26    | 88     | 29,5 % | 3     | 22    | 13,6 % | 29  | 33  | 87,9 % | 22      | 4,4     | 6,0  | 2,6 | 0,0 | 18  | 15  |
| 1998   | Suns de Phoenix | 4      | 1      | 30,5 | 55     | 13,8   | 23    | 42     | 54,8 % | 1     | 4     | 12,5 % | 8   | 12  | 66,7 % | 9       | 1,3     | 4,8  | 0,5 | 0,3 | 6   | 6   |
| 2000   | Suns de Phoenix | 9      | 0      | 14,3 | 29     | 3,2    | 12    | 37     | 32,4 % | 0     | 0     | 0,0 %  | 6   | 5   | 83,3 % | 13      | 1,4     | 2,6  | 0,3 | 0,1 | 13  | 10  |
|        | Total           | 105    | 93     | 36,9 | 2 026  | 17,3   | 7 397 | 16 524 | 44,8 % | 26    | 109   | 23,9 % | 594 | 713 | 83,3 % | 349     | 3,3     | 8,9  | 1,3 | 0,3 | 354 | 233 |

#### All-Star Game
Le tableau suivant présente les statistiques individuelles de Kevin Johnson au All Star Game.
| Saison | Club            | Matchs | Matchs | Min. | Pts | 2 pts | 2 pts | 2 pts | 3 pts | 3 pts | 3 pts | LF | LF | LF   | R | Pd | Int | C | Bp | FP |
| Saison | Club            | MJ     | Tit    | Min. | Pts | R     | T     | %     | R     | T     | %     | R  | T  | %    | R | Pd | Int | C | Bp | FP |
| ------ | --------------- | ------ | ------ | ---- | --- | ----- | ----- | ----- | ----- | ----- | ----- | -- | -- | ---- | - | -- | --- | - | -- | -- |
| 1990   | Sélection Ouest | 1      | 0      | 14,0 | 2   | 1     | 1     | 100   | 0     | 0     | -     | 0  | 0  | -    | 0 | 4  | 0   | 0 | 3  | 2  |
| 1991   | Sélection Ouest | 1      | 1      | 23,0 | 5   | 2     | 5     | 40,0  | 0     | 0     | -     | 1  | 2  | 50,0 | 2 | 7  | 3   | 1 | 3  | 2  |
| 1994   | Sélection Ouest | 1      | 0      | 14,0 | 6   | 3     | 6     | 50,0  | 0     | 0     | -     | 0  | 1  | 0,0  | 1 | 2  | 1   | 0 | 2  | 1  |
|        | Total           | 3      | 1      | 17,0 | 4,3 | 6     | 12    | 50,0  | 0     | 0     | -     | 1  | 3  | 33,3 | 3 | 13 | 4   | 1 | 5  | 13 |

## Carrière associative

### The Kevin Johnson Corporation
The Kevin Johnson Corporation comprend les activités de plusieurs organisations de la filiale spécialisée dans le développement immobilier et la gestion, la gestion du sport et de l'acquisition de l'entreprise. Un élément-clé de Kevin Johnson Corporation comprend des apparitions et des allocutions publiques pour les entreprises, les institutions académiques et les organismes communautaires.

### St. HOPE
En 1989, alors qu'il est encore joueur de la NBA, Johnson fonde St. HOPE (Helping Others Pursue Excellence) un programme parascolaire pour les enfants de son quartier natal Oak Park de Sacramento, en Californie. St. HOPE s'est finalement agrandi comme une organisation « chapeau » à but non lucratif qui se compose de trois divisions : St. HOPE Academy, St. HOPE Public Schools (St. HOPE écoles publiques) et St. HOPE Development Corporation (Société de développement de St. HOPE). C'est une nouvelle vision pour devenir une société de développement communautaire sans but lucratif dont la mission est de « revitaliser les communautés grâce à l'éducation du public, le leadership civique, le développement économique et les arts. ». Johnson prend la direction de St. HOPE jusqu'à janvier 2008. Il inaugure l'académie St. HOPE le 15 janvier 1989, jour anniversaire de la naissance de Martin Luther King. Quand Magic Johnson et d’autres font beaucoup pour les étudiants noirs, lui va jusqu'à ouvrir une école. L’Académie comprend six salles de classe, une bibliothèque, une salle de jeux, un gymnase, des chambres et une salle à manger. Johnson achète le terrain 40 000 dollars peu de temps après avoir signé un contrat de sept ans avec Phoenix (pour quinze millions de dollars). Il supervise personnellement la construction de l’Académie, estimée à 600 000 dollars. Il s'exprime ainsi :

« Je ne peux pas exprimer mon bonheur. Je rêvais que ce quartier réputé pour ses voyous et ses drogués puisse avoir un endroit comme celui-là. Nous éduquons mais ce n’est pas vraiment une école. Ceux qui viennent ici ont plus besoin d’attention que de s’entendre dire : « Voici tes devoirs, fais-les ». Le but principal de l’opération est de faire comprendre à ces jeunes qu’il faut apporter sa contribution à la société. Qu’on soit avocat, athlète, représentant de commerce, ouvrier, docteur ou éboueur. »

La Société de développement de St. HOPE, fondée en 1994, concentre ses efforts sur Oak Park. Elle permet la rénovation d'un certain nombre de projets, dont un ancien bâtiment d'une banque sur Broadway, une maison victorienne, une galerie d'art de 2 500 m2 et un complexe commercial qui comprend le théâtre de la Guilde et 40 Acres Art Gallery.
St. HOPE écoles publiques est un niveau indépendant de l'école qui offre un enseignement à près de 2 000 étudiants dans sept petites écoles. Une des écoles de St. HOPE touchée est Sac high, où trois générations de la famille de Johnson (y compris lui-même) ont été élèves. En octobre 2002, Sac high risque la fermeture et est divisée en cinq petites écoles en raison de faibles résultats aux tests. Mais en janvier 2003 Johnson lève des fonds de démarrage de la Fondation Gates et rédige une pétition pour rouvrir Sac high en tant qu'école à charte indépendante. Le 2 septembre 2003 Sac high ouvre à nouveau avec 1 450 étudiants. Depuis la participation de St. HOPE avec Sac high, les résultats des élèves s’améliorent. En 2010, les résultats aux tests sont en hausse de 20 % par rapport à 2006. Le nombre d'étudiants qui terminent tous les cours requis pour l'université de Californie à Berkeley ou l'université d'État de Californie à Long Beach passe durant cette période de 84 % à 90,6 %.
Ces scores améliorés aux tests attirent l'attention d'une école de New York et St. HOPE étend finalement cette expérience à Harlem avec la Leadership Academy Charter School qui ouvre en 2008. Depuis 2007, la décision d'étendre St. HOPE à New York est considérée comme une étude de cas dans l'esprit d'entreprise en classe de réforme de l'éducation à la Harvard Business School. À la suite de cette étude, Johnson assiste à Harvard à un déjeuner débat avec les étudiants. La classe fonctionne comme un programme d'aide pour les étudiants à participer au Mayoral Fellowship Program à Sacramento.

## Carrière politique

### Élections municipales de 2008

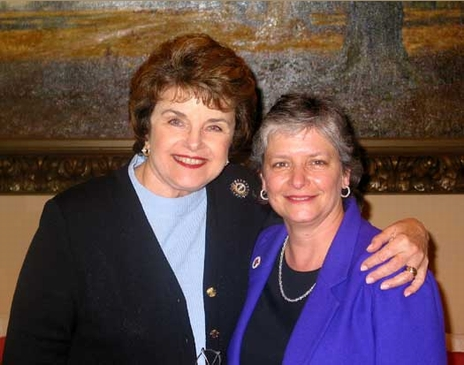
Heather Fargo (droite) maire sortante, avec la sénatrice fédérale Dianne Feinstein (gauche).

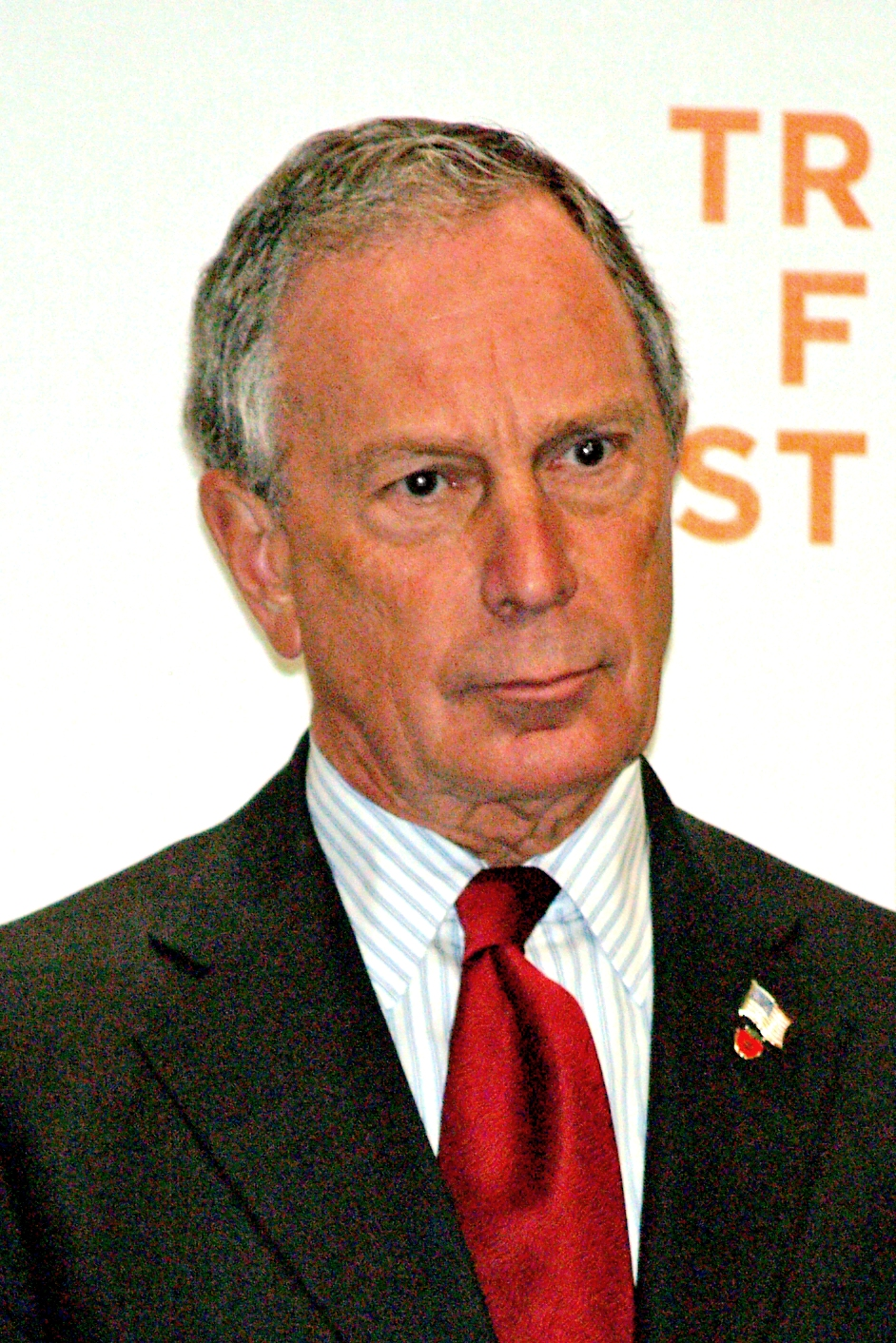
Michael Bloomberg, maire indépendant de New York, lui apporte son soutien.

Le 5 mars 2008, Kevin Johnson annonce qu'il sera candidat à la mairie de Sacramento, sa ville natale, contre la sortante Heather Fargo. Le scrutin a lieu le 3 juin 2008. Aucun candidat n'ayant obtenu la majorité des voix à l'élection, un second tour est organisé.
Johnson recueille le soutien de l'Association des officiers de police de Sacramento (SPOA : Sacramento Police Officers Association), le Sacramento Regional Builders Exchange (en), la Chambre de commerce et l'Association Realtors and Labor Council, entre autres. Johnson est également soutenu par les membres du conseil municipal de Sacramento Steve Cohn (maire-adjoint) et Sandy Sheedy, ainsi que par l'ancien maire de Sacramento Jimmie Yee. Il a également le soutien d'anciens grands joueurs de basket-ball très populaires, membres du Basketball Hall of Fame : Shaquille O'Neal, Magic Johnson et Charles Barkley, mais également du maire indépendant de New York Michael Bloomberg.
Le 4 juin 2008, les résultats sont proclamés et Kevin Johnson obtient 31 260 voix représentant 46,58 % des votants. Il a un peu plus de 7 % d'avance sur la maire sortante Heather Fargo (terminant ici son deuxième mandat) qui obtient 27 472 voix soit 39,36 % des votants, ce qui amène à un second tour des élections car aucun candidat n'a atteint la majorité absolue. Les six autres candidats se partagent le reste des voix (respectivement 6,06 %, 3,53 %, 3,01%, 0,97 %, 0,58 % et 0,40 %). Leonard Padilla (en), qui a terminé troisième appelle à voter Fargo. Johnson, à la fin mai, a une campagne estimée à 500 000 dollars dont 490 000 dollars ont été récoltés, tandis que Fargo a récolté 340,000 dollars en dépit d'avoir commencé la collecte de fonds en 2005.
Lors du second tour, le 4 novembre 2008, Kevin Johnson obtient 92 288 voix représentant 57,4 % des votants contre 67 348 voix pour Fargo représentant 41,3 %. Il devient ainsi le 55e maire de Sacramento en battant nettement la maire sortante. Il devient le premier Afro-Américain maire de Sacramento (et le premier maire de la ville né à Sacramento), le même jour que Barack Obama qui, lors de l'élection présidentielle américaine de 2008, est devenu le 44e président des États-Unis et le premier Afro-Américain à accéder à ce poste. Il entre en fonctions le 25 novembre,.

### Premier mandat

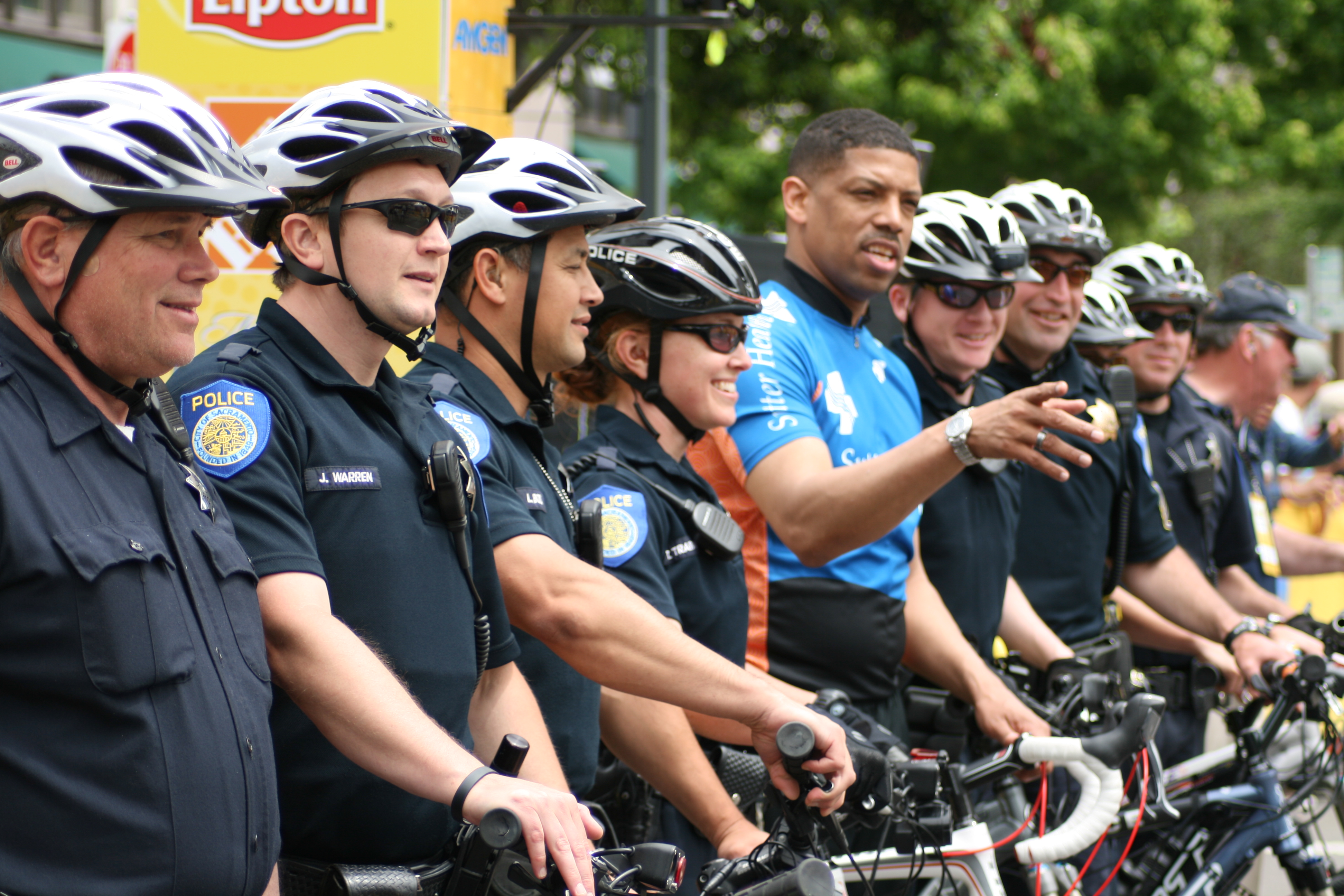
Le maire de Sacramento Kevin Johnson et la patrouille cycliste de la police de la ville lors d'un évènement cycliste local.

Lors de son premier mandat, Kevin Johnson a orienté l'action publique sur neuf programmes, quatre en 2009, deux en 2010 et trois en 2011.

#### Bénévolat à Sacramento (2009)
Le bénévolat à Sacramento est lancé dans les services de la ville, c'est une coalition bipartite des maires fondée en 2009 pour encourager le service public. En tant que l'une des villes fondatrices, Sacramento a enregistré 1 700 000 heures de service et créé vingt-deux millions de dollars en retombées économiques en 2009 et en 2010, trois millions d'heures de services ont été effectuées pour un impact économique de soixante-dix millions de dollars dans la région. Pour ses efforts, la ville de Sacramento a reçu le prix Cities of Service Leadership Grants, prix fondé par Michael Bloomberg, maire de New York et Richard M. Daley maire de Chicago.

#### For Arts’ Sake
Le For Arts’ Sake (« Pour l'amour des arts » en français) est un plan d'action lancé par la région de Sacramento Metropolitan et publié en juin 2010, pour renforcer et célébrer les industries créatives de Sacramento, pour accroître l'intérêt et le soutien à l'art local. L'équipe de direction a trois objectifs : le premier renforcer l'infrastrure culture en augmentant le financement public, les dons du secteur privé et en aidant les espaces artistiques et culturels existants; le second améliorer l'accès aux arts et aux études sur l'art avec un accès à la fonction publique, renforcer et soutenir l'éducation artistique ; le troisième objectif étant d'investir dans le talent et l'économie créative en soutenant les artistes, en les aidant à se développer professionnellement et en achetant local. En réponse à cet engagement, Sacramento a été choisie par le John F. Kennedy Center for the Performing Arts à Washington pour être la première ville du pays à devenir pilote du programme « Any Given Child ». Le programme est conçu pour apporter un accès égal à des programmes artistiques pour les enfants des écoles maternelles. Elle opère actuellement à Sacramento City Unified School District et Twin Rivers Unified School District.

#### Sacramento un pas en avant
Sacramento un pas en avant (Sacramento Steps Forward) est une initiative lancée pour mettre fin à l'itinérance chronique à Sacramento. Johnson a pris la direction en tant que président du Conseil de la politique régionale pour y mettre fin et a rejoint la Conférence américaine du Groupe de travail des maires sur la faim et les sans-abri en 2009. De 2009 à 2011, 2 350 ménages ont été déplacés dans des logements permanents et Sacramento a reçu environ six millions de dollars pour la prévention de l'itinérance et pour le programme de relogement rapide,.

#### Levez-vous

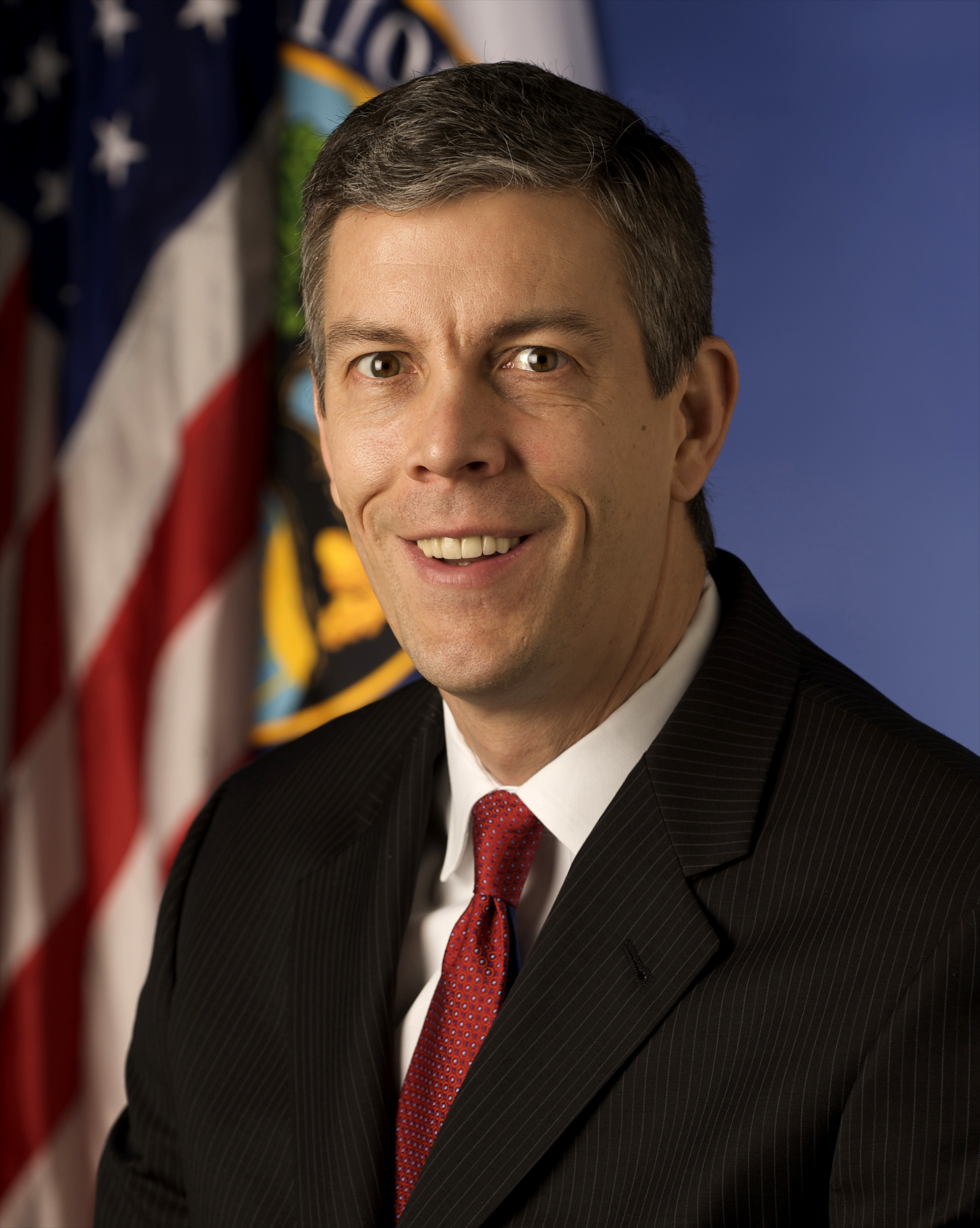
Arne Duncan.

Johnson a lancé Levez-vous (Stand Up), une initiative d'éducation pour augmenter la réussite des élèves dans les écoles de Sacramento avec six millions de dollars pour une réforme de l'éducation et des programmes novateurs. En 2010, il a été le président fondateur de la Conférence américaine des maires sur le groupe de travail des écoles publiques (U.S. Conference of Mayors’ Public Schools Task Force) et le coprésident du conseil consultatif des maires pour l'éducation avec Arne Duncan, le secrétaire à l'Éducation des États-Unis du gouvernement de Barack Obama,.
Stand Up a cinq axes prioritaires : le capital humain pour améliorer la qualité de l'enseignant et du directeur, la responsabilité pour améliorer la transparence autour de la performance et de la qualité scolaire, le choix de l'école pour augmenter l'éventail des options scolaires offertes aux parents et aux élèves, la participation des parents en leur donnant les outils nécessaires pour plaider en faveur de la réussite de leurs enfants et une politique efficace pour promouvoir des réformes locales, régionales et nationales qui catalysent le changement.

#### Greenwise(2010)
L'initiative Greenwise a été lancée dans le but de diversifier le développement économique, lutter contre la disparition des espaces verts et de promouvoir Sacramento comme la « Vallée verte ». Sacramento a été choisie par le président Obama pour participer au défi des meilleurs bâtiments et qui prévoit un investissement fédéral pour améliorer l'efficacité énergétique. Sacramento s'est engagée à réduire la consommation d'énergie de 20 % d'ici 2020 dans les 112 ha de l'espace construit. L'initiative Greenwise travaille à établir les programmes à réaliser pour cet engagement.

#### «Penser Grand»
« Penser Grand » (Think Big) a été lancé pour faciliter le développement économique de Sacramento, y compris la construction d'un nouveau complexe de loisirs et de sport. Think Big supervise au centre-ville le Sacramento Railyards (réseau du métro léger de Sacramento), une zone qui est restée inutilisée depuis les années 1980 et est actuellement l'un des plus grands projets d'insertion urbaine du pays,.

#### Sacramento Lit! (2011)
En 2011, Johnson a lancé une nouvelle initiative d'éducation, Sacramento LIT! (Sacramento READS!), en réponse à la « crise littéraire à Sacramento ». À partir de 2011, Sacramento LIT! a été conçu comme une initiative de dix ans pour que tous les enfants de Sacramento puissent lire de la maternelle à la fin du 3e grade (8-9 ans), en mettant l'accent sur la maturité scolaire, l'assiduité et pour limiter la perte d'apprentissage estivale.

#### Collaboration ville-écoles
La collaboration ville-écoles (City-Schools Collaborative) a été lancée afin de mieux aligner les services de la ville avec les districts scolaires afin de maximiser les ressources pour soutenir l'enseignement public.

#### Groupe de travail sur la prévention des gangs
Le Groupe de travail sur la prévention des gangs (Gang Prevention Task Force) a été lancé pour former un partenariat ville-comté de trois ans visant à réduire la violence des gangs à travers l'école et les programmes de formation professionnelle. Johnson a acquis plus de 17 millions de dollars en fonds de relance fédéraux et d'État pour l'application de la loi et la police communautaire. Ce plan est signé pour la période 2012-2015. Le maire déclare « Les jeunes et la violence des gangs nous touchent tous. Elle menace la sécurité dans nos quartiers, dans nos écoles,
et dans nos maisons. Il est vital que nous nous joignons collectivement en tant que communauté d'aborder le sous-jacent cause de ce problème ».

### Réélection de 2012
Kevin Johnson annonce qu'il est candidat à sa réélection à la mairie de Sacramento le 14 septembre 2011 pour le scrutin du 5 juin 2012. Johnson est soutenu par Angelique Ashby (vice-maire), Steve Cohn et Jay Schenirer, membres du conseil municipal de Sacramento. Il reçoit également le soutien du Sacramento Police Officers Association, les pompiers locaux de la région de Sacramento, la Chambre du métro de Sacramento, du Président pro tempore du sénat Darrell Steinberg, du gouverneur Jerry Brown et de la sénatrice Dianne Feinstein.
Johnson a trois adversaires : Jonathan Michael Rewers, Leonard Padilla et Richard Jones. Le 5 juin Johnson obtient 40 823 voix représentant 58,74 % des suffrages. Il devance Jonathan Michael Rewers, Leonard Padilla et Richard Jones qui ont reçu respectivement 16 551 voix (soit 23,81 %), 8 989 voix (soit 12,93 %) et 2 679 voix (soit 3,85 %). Ayant la majorité des voix, il est réélu dès le premier tour. Johnson a réuni au moins 841 394 dollars dans sa tentative de réélection et en a dépensé 500 000 dollars pour cette campagne.

### Controverses

#### Agressions sexuelles et allégations de harcèlement
Au cours de l'été 1995, une adolescente de seize ans, vivant dans sa maison, a allégué que Johnson l'avait sexuellement agressée. Il a présenté ses excuses à la jeune fille quand il a été confronté à elle à la suite de l'accusation proférée lors d'une conversation téléphonique enregistrée par la police de Phoenix. Toutefois, il a également déclaré que « ce que vous dites est arrivé, mais je ne suis pas entièrement d'accord avec ce qui s'est passé »,. Le Sacramento Bee a déclaré qu'ils avaient reçu une copie d'un accord de règlement proposé, en vertu de laquelle Johnson aurait payé la famille de la jeune fille 230 000 dollars. Après avoir mené une enquête, le bureau du procureur du comté de Maricopa a refusé d'engager des poursuites, au motif qu'il n'y avait pas suffisamment de probabilité raisonnable de condamnation.

#### Enquête àSacramento Charter High School
Le 16 avril 2008, Leonard Padilla, candidat rival à la mairie de Sacramento rend public un rapport de 2007 sur des accusations similaires émises contre Johnson à Sacramento Charter High School. La police locale avait mené une enquête sur ces accusations, mais aucune poursuite n'avait été engagée, et la victime présumée s'était rétractée,. Le 29 avril 2008, un groupe de leaders féministes comprenant l'ancien maire de Sacramento Anne Rudin, la conseillère municipale Geneviève Shiroma et l'ancienne sénatrice de l'État Deborah Ortiz exige la publication du rapport de police sur cette affaire. L'enseignant auprès de qui l'élève avait initialement porté plainte avait démissionné à la suite de l'incident, en déclarant : « St. HOPE a tenté d'intimider l'élève au cours d'un interrogatoire illégal, et a même eu l'audace de me demander de changer ma version de l'histoire ». Le chef de la police de Sacramento Rick Braziel répond en ces termes : « Je pense que les accusations faites à l'école ont été traitées d'une façon tout à fait convenable. Ils ont respecté sans délai tous les protocoles normaux qu'ils étaient censés suivre. Je pense qu'il est assez évident qu'il n'y avait rien dans ce dossier… Nous avons bien demandé à la jeune femme si quelqu'un l'avait influencée, et sa réponse a été négative »,. Le Shérif du Comté de Sacramento John McGinness déclare le 30 mai 2008, que les faits et gestes de Kevin Johnson, bien qu'inopportuns, n'étaient pas illégaux.

#### Présumé détournement de fonds àAmeriCorpsde l'Académie St.HOPE
Le 9 avril 2009, le procureur de la cour du District Est de la Californie Lawrence G. Brown annonce que l'Académie St.HOPE a accepté de payer 423 836,50 dollars sur dix ans pour le règlement d'une transaction juridique des allégations selon lesquelles les subventions à AmeriCorps n'ont pas été dépensée de façon appropriée ainsi que les bourses d'enseignement et de ne pas avoir suffisamment de documents sur les dépenses des subventions. Le montant du règlement représente la moitié des 847 673 dollars des fonds reçus par AmeriCorps St. Académie ESPOIR sur trois ans de 2004 à 2007 Johnson, le fondateur de l'Académie St-HOPE et l'ex-PDG, accepte de payer 72 836,50 dollars représentant le paiement initial de l'Académie St.HOPE. En règlement, l'Académie St.HOPE a reconnu ne pas avoir documenté adéquatement une partie de ses dépenses en subventions. AmeriCorps et le CNS (Corporation for National and Community Service) résilient le 24 septembre 2008 l'autorisation de l'Académie St.HOPE et de Kevin Johnson de recevoir des fonds fédéraux, mettant ainsi fin à des questions sur l'admissibilité de Sacramento pour recevoir des fonds fédéraux dans le cadre du Plan de relance économique des États-Unis de 2009.

### Localisation des Kings de Sacramento

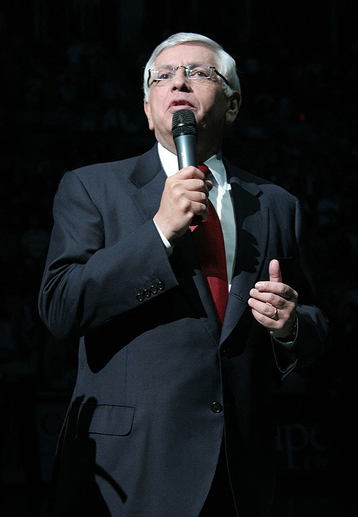
David Stern commissaire de la NBA.

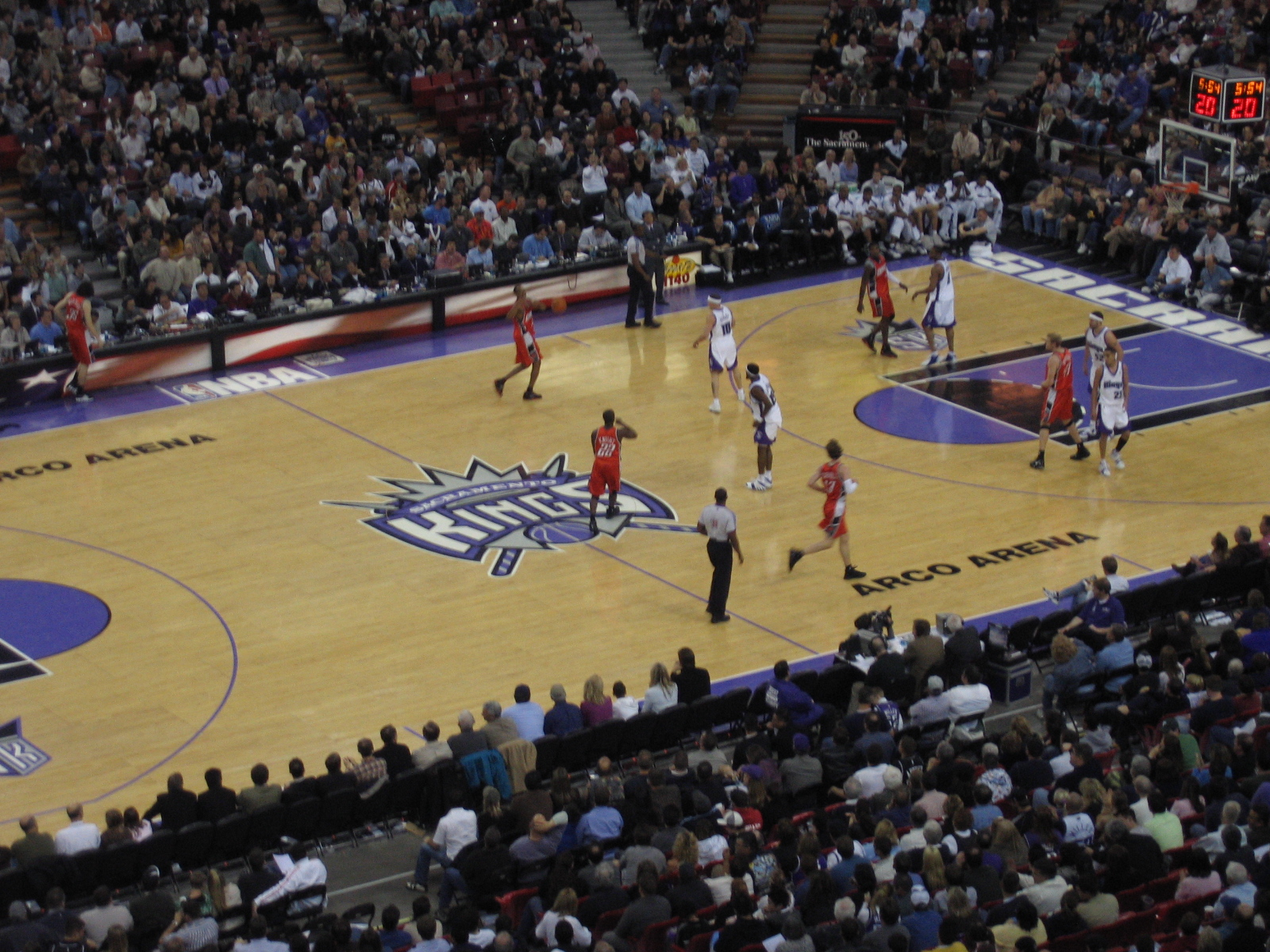
Sleep Train Arena salle des Kings de Sacramento.

Les Kings de Sacramento sont installés dans la ville depuis 1985 et la franchise a été rachetée en 1995 par la famille Maloof, propriétaire de casinos à Las Vegas. Le 19 février 2011, le commissaire de la NBA David Stern admet que les Kings et les représentants d'Anaheim, en Californie, sont en discussion au sujet de leur relocalisation avec un renommage en Royals d'Anaheim (reprenant ainsi le terme de Royals que portait la franchise de 1945 à 1957, Royals de Rochester, et de 1957 à 1972 avec Royals de Cincinnati). Mais dans une annonce surprise, le maire de Sacramento Kevin Johnson annonce à la NBA que Ron Burkle, un associé milliardaire de l'ancien président américain Bill Clinton, et le Parti démocrate ont fait une collecte de fonds pour racheter les Kings et les garder à Sacramento. Johnson a également promis près de dix millions de dollars des entreprises locales. Cela a influencé Stern et le comité de relocalisation qui demandent aux Maloof de retirer leur plan de relocalisation. Les Kings restent donc à Sacramento pour la saison 2011-2012.
Au cours de l'intersaison et après Anaheim, une autre ville essaye d'attirer les Kings : la région métropolitaine d'Hampton Roads en Virginie. La ville de Virginia Beach se dit prête à construire une salle de 18 000 places. Une autre ville fait également un effort pour attirer les Kings. Il s'agit de Seattle qui est à la recherche d'une équipe pour remplacer les SuperSonics qui ont déménagé à Oklahoma City en 2008. Ils déclarent que si une équipe comme les Kings se déplace à Seattle, le nom serait probablement changé pour reprendre celui des SuperSonics. Le 6 février 2013, David Stern déclare que le groupe de propriétaires a déposé auprès de la NBA une demande de relocalisation de la franchise de Sacramento à Seattle. Mais le 28 février 2013, Kevin Johnson, lors d'une conférence de presse intitulée Playing To Win, annonce une contre-offre et un accord pour une salle. L'aréna serait financée par Ron Burkle, tandis que Mark S. Mastrov (fondateur de 24 Hour Fitness) accordera son soutien pour la candidature de la franchise,.
Le 5 mars 2013, Kevin Johnson, toujours très agressif dans son combat pour le maintien des Kings à Sacramento, déclare : « Je sais qu’il y aura une opportunité de défendre notre projet fin mars, début avril, devant les propriétaires NBA et je compte bien pouvoir la saisir, mais je sais bien que le verdict final tombera le 18 ou 19 avril, je veux juste mettre toutes les chances de notre côté ». Il a par ailleurs annoncé à plusieurs reprises qu’il irait lui-même à New York les 18 et 19 avril pour défendre la proposition de Sacramento et convaincre les propriétaires NBA de ne pas rendre sa ville orpheline des Kings.
Après de multiples tractations, le gérant de fonds Chris Hansen et ses partenaires (dont Steve Ballmer, le CEO de Microsoft) obtiennent le soutien de la famille Maloof qui possède 65 % de la franchise et signe un accord de vente pour 357,5 millions de dollars dans le but de la racheter sans déménagement dans l'immédiat. Le 15 mai 2013, la NBA refuse la proposition de déménager les Kings à Seattle pour conserver la franchise à Sacramento. En effet les propriétaires de franchises ont voté en faveur du maintien des Kings en Californie (vingt-deux voix pour huit contre), rassurés par les garanties apportées par la mairie de Sacramento et la perspective d'une vente prochaine au géant de la technologie, l'américano-indien Vivek Ranadivé,.
Finalement le 16 mai 2013 Vivek Ranadivé rachète 65 % de la franchise aux frères Maloof pour 347 millions de dollars et s'engage à maintenir la franchise à Sacramento. Il s'agit d'une vente record pour une franchise NBA de 535 millions de dollars. C'est Kevin Johnson lui-même qui officialise et annonce la vente,. Selon les termes de l'accord avec les nouveaux propriétaires des Kings, une nouvelle salle doit maintenant être construite à Sacramento avec une part de financement public. La NBA doit encore ratifier la vente pour que celle-ci devienne officielle.
Pour Kevin Johnson les défis sont la construction de la salle et sur le plan sportif la qualification des Kings pour les playoffs, si possible, dès la saison 2013-2014. Et devant 3 000 personnes il déclare : « Il s’agit de bâtir une franchise de vainqueurs pour une communauté de vainqueurs. Sacramento a prouvé être un marché porteur pour la NBA. Nous avons hâte de transformer le centre ville, de créer de nombreuses opportunités économiques et culturelles et de nombreux emplois pour les années à venir. En tant que résidents de Californie du Nord depuis des années, avec de forts liens à Sacramento, nous sommes extrêmement excités de faire partie de cette initiative si spéciale pour la ville. ».

## Distinctions

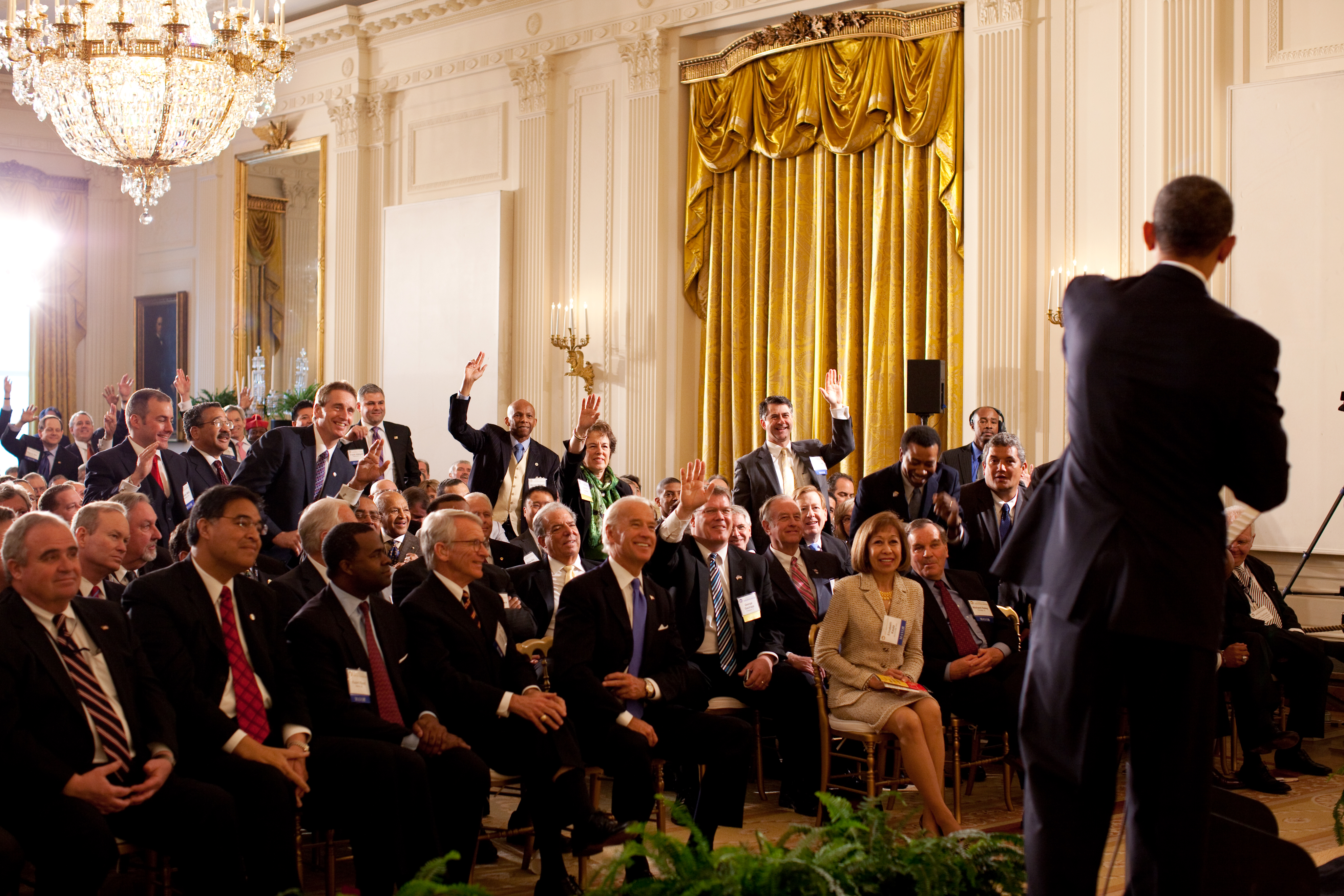
Barack Obama s'exprime devant la conférence des maires des États-Unis, le 21 janvier 2010.

En juin 2012 Johnson est deuxième vice-président de la Conférence des maires des États-Unis, l'USCM. Il est le premier maire noir à être élu à ce poste et deviendra le premier maire de Sacramento à être président en 2014. C'est la seconde fois qu'il est en position de leader national car il a déjà été élu à la première vice-présidente de la Conférence nationale des maires noirs, dont il assure la présidence en 2013.
Johnson a également siégé au conseil d'administration de l'Association des anciens élèves de l'Université de Californie de Berkeley de 2006 à 2010, à des organismes de bienfaisance des Suns de Phoenix, la Fondation School House, aux Jobs for America’s Graduates (JAG) et membre du conseil consultatif de l'Institut Caring.
Johnson reçoit de nombreux prix pour son dévouement et sa contribution à sa communauté. En 1991, l'ancien président George H. W. Bush honore Johnson avec comme point 411e du destinataire Lumière dans la reconnaissance de la préoccupation de Johnson et de compassion pour les enfants et l'éducation. En plus d'être sélectionné comme l'un des « quinze plus grands hommes de la terre » par le magazine féminin McCall's, Johnson reçoit de la NBA le J. Walter Kennedy Citizenship Award en 1991, le John R. Wooden Lifetime Achievement Award en 2008, le Good Morning America Award de Sports Illustrated, le Most Caring American award décerné par l'Institut Caring, et l'intronisation en 1997 dans le World Sports Humanitarian Hall of Fame à Boise dans l'Idaho. En 2003, il est intronisé dans la Pacific-12 Conference Men's Basketball Hall of Honor. En 2012, il est intronisé au National High School Hall of Fame,.

## Vie privée

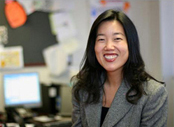
Michelle Rhee épouse de Kevin Johnson.

Kevin Johnson épouse Michelle Rhee, de trois ans sa cadette et mère de deux filles d'un précédent mariage, l'ancienne chancelière à Washington dans les Écoles publiques du district de Columbia de 2007 à 2010, le 3 septembre 2011, devant quarante personnes dans une station de montagne du Tennessee à Blackberry Farm, près de Knoxville. Ils avaient initialement prévu de se marier l'année précédente, mais avaient décidé de reporter leur union au lendemain d'une trop grande publicité des médias pour leurs noces.